# Morphosphaera sodalis
Morphosphaera sodalis es una especie de insecto coleóptero de la familia Chrysomelidae.
Fue descrita científicamente en 1935 por Chen.